# The Simpsons Hit & Run
The Simpsons Hit & Run – przygodowa gra akcji, uznawana za klon GTA, w której gracz wciela się w bohaterów serialu The Simpsons. Wydana w 2003 roku na platformy GameCube, Playstation 2, Xbox oraz Microsoft Windows. Gra została wyprodukowana przez Radical Entertainment, a następnie wydana przez Vivendi Universal Games.

## Fabuła
W Springfield mają miejsce niezwykłe zdarzenia. Ludzie są porywani, tajemnicze symbole pojawiają się na polach zbóż, a pszczoły-roboty z zamontowanymi kamerami szpiegują miasto. Homer, zauważywszy obok swojego domu ciężarówkę wyposażoną w antenę satelitarną, postanawia samemu rozwikłać zagadki. Okazuje się, że jest na tropie niebywałego spisku.

## Rozgrywka
Gracz kontroluje bohaterów przez wiele poziomów, w trakcie których ma za zadanie wypełnić różnorodne misje. Ponadto, może przechadzać się pieszo, jeździć skradzionymi samochodami oraz kopać przechodniów. Jednakże musi uważać na to, aby nie zostać złapanym przez policję.
W trakcie gry, gracz może odblokowywać bonusy: ubrania i samochody.
Istnieje również możliwość niszczenia pszczół szpiegujących Springfield.
Jedną z pobocznych misji w grze, jest zebranie wszystkich ukrytych kart. Każdy poziom zawiera ich siedem. Nawiązują one do miejsc, lub rzeczy ze świata Simpsonów. Ponadto, zawierają dokładny jej opis, cytaty postaci oraz przypomnienie odcinka, z którego dana karta pochodzi.

## Postacie
| Postać                 | Miejsce występowania |
| Homer Simpson          | Poziom 1 i 7         |
| Bart Simpson           | Poziom 2 i 6         |
| Lisa Simpson           | Poziom 3             |
| Marge Simpson          | Poziom 4             |
| Apu Nahasapeemapetilon | Poziom 5             |